# Live at Whitehouse
Live at the Whitehouse è il secondo album live pubblicato dalla band hardcore punk The Exploited, pubblicato nel 1987.
In questo album ci sono alcuni brani presi da tutti i quattro album precedenti del gruppo. Il suono è quello classico degli Exploited, un suono molto semplice ma duro, tipico dell'hardcore punk.

## Tracce
1. Let's Start a War
2. Jimmy Boyle
3. Don't Forget The Chaos
4. I Believe in Anarchy
5. God Save the Queen
6. Alternative
7. Horror Epics
8. Wankers
9. Dead Cities
10. Rival Leaders
11. I Hate You
12. Dogs of War
13. Army Life
14. Sex and Violence
15. Daily News
16. Punk's Not Dead

## Formazione
- Wattie Buchan - voce
- Nigel - chitarra
- Tony - basso
- Willie Buchan - batteria